# آرون ديفيز
آرون ديفيز (بالإنجليزية: Arron Davies)‏ هو لاعب كرة قدم بريطاني، ولد في 22 يونيو 1984 في كارديف في المملكة المتحدة. شارك مع منتخب ويلز تحت 19 سنة لكرة القدم ومنتخب ويلز تحت 21 سنة لكرة القدم ومنتخب ويلز لكرة القدم. أما مع النوادي، فقد لعب مع برايتون أند هوف ألبيون ونادي إكزتر سيتي ونادي بارنسلي ونادي بيتربورو يونايتد ونادي ساوثهامبتون ونادي نورثامبتون تاون ونوتينغهام فورست ويوفل تاون.

## مسيرته الكروية
لعب آرون ديفيز خلال مسيرته الاحترافية مع 9 أندية في ستة عشر موسمًا وسجل خلالها 39 هدفًا ضمن 331 مباراة. ولم يفز بأي موسم بالكأس أو بالدوري.
خاض آرون ديفيز مسيرته مع نادي بارنسلي في موسم 2003–04 لمدة موسم واحد، مشاركًا في 4 مباريات ولم يسجل أي هدف. ثم انتقل إلى نادي يوفل تاون في موسم 2004–05 في المرة الأولى واستمر معه طيلة ثلاثة مواسم ثم في موسم 2009–10 لمدة موسم واحد، حيث شارك طوالها في 111 مباراة سجل خلالها 22 هدفًا. لينتقل بعدها إلى نادي نوتينغهام فورست في موسم 2007–08 ولمدة موسمين، مشاركًا في 32 مباراة سجل خلالها هدفًا واحدًا. ثم انتقل إلى نادي بيتربورو يونايتد في موسم 2010–11 لمدة موسم واحد، مشاركًا في 22 مباراة سجل خلالها هدفًا واحدًا أيضًا. هذا وانتقل لاحقًا إلى نادي نورثامبتون تاون في موسم 2011–12 لمدة موسم واحد، مشاركًا في 15 مباراة سجل خلالها 4 أهداف. ثم انتقل بعدها إلى نادي إكزتر سيتي في موسم 2012–13 ليلعب معه أربعة مواسم، مشاركًا في 136 مباراة سجل خلالها 10 أهداف. ليعود وينتقل من جديد، لكن هذه المرة إلى نادي أكرينغتون ستانلي في موسم 2016–17 لمدة موسم واحد، مشاركًا في 4 مباريات سجل خلالها هدفًا واحدًا.

## وصلات خارجية
- آرون ديفيز على موقع قاعدة بيانات كرة القدم.إي يو (الإنجليزية)
- آرون ديفيز على موقع ناشيونال فوتبول تيمز (الإنجليزية)
- آرون ديفيز على موقع Soccerbase.com (لاعب) (الإنجليزية)